# Mimika
Mimika je gibanje telesa oziroma premikanje obraznih mišic kot izraz čustev oziroma duševnega razpoloženja.
Beseda mimika izhaja iz grške besede μιμκoς (mimikos) v pomenu besede »izražen z gibi (zlasti obraza)«. Mimika je nehotena, lahko pa tudi nadzorovana in namerna. Mimika rabi za komunikacijo tudi pri živalih.
Mimika skupaj z gesto sestavlja pantomimiko.